# Europa Universalis IV
Europa Universalis IV (veelal afgekort tot EUIV of EU4) is een grand strategy-computerspel ontwikkeld door Paradox Development Studio. Het spel is uitgegeven door Paradox Interactive en kwam op 13 augustus 2013 uit voor Linux, OS X en Windows.
Het spel speelt zich af in de vroegmoderne tijd, tussen 11 november 1444 en 2 januari 1821. De begindatum is de dag na de Slag bij Varna, met het overlijden van Wladislaus van Varna kwam een einde aan de unie tussen Polen en Hongarije. De datum is gekozen als symbool voor de ondergang van het Byzantijnse Rijk en de opkomst van het Ottomaanse Rijk onder Mehmet II als grootmacht. Een paar jaar voor de einddatum was het Congres van Wenen. In 1821 overleed Napoleon Bonaparte en waren er vredesonderhandelingen omtrent de Spaans-Amerikaanse onafhankelijkheidsoorlogen, die de ondergang van het Spaanse Rijk markeren.

## Gameplay
De gameplay van Europa Universalis IV speelt zich voornamelijk af op een interactieve kaart van de wereld die verdeeld is in verschillende landen en op sub-nationaal niveau in ongeveer 4700 provincies. De speler moet proberen zijn land te leiden door het sturen van de binnenlandse economie en politiek, alsook het balanceren van buitenlandse politiek door diplomatie en oorlogsvoering. De speler kan dit doen door beslissingen te nemen als leider van het land en door verscheidene middelen in te zetten, zoals prestige, stabiliteit, goud, mankracht en monarchiepunten (administratief, diplomatiek en militair). Het spel heeft een sandboxopbouw en er kan technisch gezien niet gewonnen worden. Het spel is echter wel voorbij wanneer het land van de speler van de kaart is geveegd.
Het spel draait voor een groot gedeelte op diplomatie. Zo kunnen er militaire allianties worden gesloten, vazalstaten worden gecreëerd en coalities worden gevormd. Daarnaast kan een land claims op provincies fabriceren en rebellen in andere landen steunen.
Oorlog voeren gaat via zowel land als zee. Gevechten worden onder andere beïnvloed door de omvang, de samenstelling en het moraal. Bij landgevechten spelen ook de militaire vaardigheden van de legers als het type gebied waar wordt gevochten een rol.

## Uitbreidingen
Voor Europa Universalis IV zijn verscheidene pakketten downloadbare inhoud beschikbaar, waaronder de volgende vijftien grote uitbreidingen:
- Conquest of Paradise voegt meer Indianenstammen, een optie om de Nieuwe Wereld willekeurig te genereren en meer toevoegingen aan de Nieuwe Wereld toe;
- Wealth of Nations verandert de handelsmechanismen in het spel en balanceert bepaalde aspecten beter uit;
- Res Publica verandert bepaalde evenementen en verbetert de toepassing van handel en bestuur;
- Art of War focust op de Dertigjarige Oorlog en verbetert aspecten van vazalstaten en scheepvaart;
- El Dorado focust op inheemse bevolking van Centraal en Zuid-Amerika en voegt een landontwerper toe;
- Common Sense veranderingen aan het fortsysteem, diplomatie, religie en ontwikkeling;
- The Cossacks voegt Estates (de drie standen) en de religie Tengri toe en brengt verbeteringen aan cultuur, hordes, spionage en diplomatie;
- Mare Nostrum vergemakkelijkt vlootbewegingen en voegt maritieme missies en spionagemogelijkheden toe;
- Rights of Man voegt instituties toe, en verandert het type overheid van de Ottomanen en Pruisen;
- Mandate of Heaven focust op het Chinees Keizerrijk en maakt een gouden eeuw mogelijk;
- Cradle of Civilization focust op het Midden-Oosten en de islam;
- Rule Britannia focust op de Britse Eilanden en het Anglicanisme;
- Dharma focust op het Indisch subcontinent;
- Golden Century focust op de kolonisatie van de Nieuwe Wereld, het Iberisch schiereiland en Noord-Afrika.
- Empire focust op het Heilige Roomse Rijk, veranderingen aan huursoldaten, veranderingen aan het katholicisme en de mogelijkheden van de paus.